# روز پرچم (فیلم)
روز پرچم (به انگلیسی: Flag Day) یک فیلم درام آمریکایی محصول سال ۲۰۲۱ است که توسط شان پن کارگردانی شده و خود او نیز در آن ایفای نقش می‌کند. این فیلم بر اساس خاطرات منتشرشدهٔ جنیفر فوگل (به انگلیسی: Jennifer Vogel) در سال ۲۰۰۴ با عنوان مرد حقه‌باز: تاریخچه‌ای واقعی از یک خانواده ساخته شده است.

## داستان
دختر یک هنرپیشه تلاش می‌کند تا با گذشته پدرش هماهنگ شود.

## بازیگران
- شان پن
- دیلن پن
- جاش برولین
- نوربرت لئو بوتس
- دیل دیکی
- ادی مارسن
- بیلی نوبل
- هاپر پن
- جادیان رایلی
- مایلز تلر
- کاترین وینیک
- جیمز روسو[۴]

## فیلمبرداری

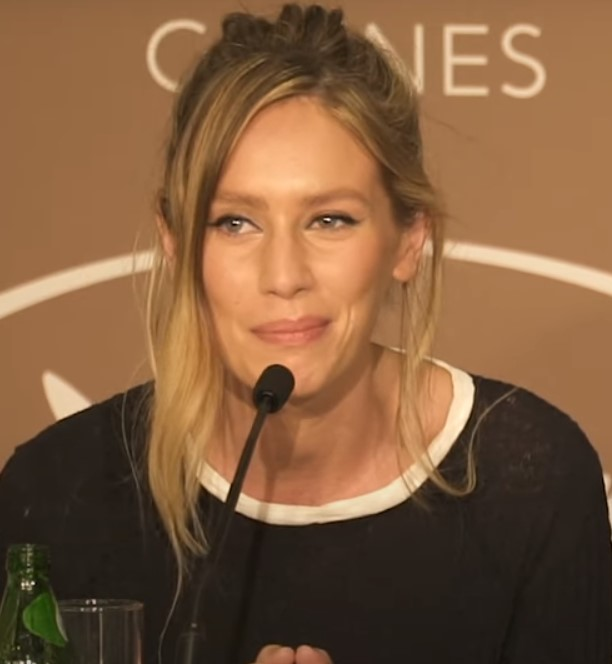
دیلن پن در جشنواره فیلم کن ۲۰۲۱

فیلمبرداری این فیلم در دانشگاه منیتوبا، وینیپگ در تاریخ ۱ اوت ۲۰۱۹ به اتمام رسید.
فیلمبرداری در ماه ژوئن با بازیگران شامل پن و فرزندانش دیلن پن و هاپر پن آغاز شد. در ژوئیه سال ۲۰۱۹، جیمز روسو به بازیگران پیوست.
این فیلم توسط ویلیام هوربرگ، جان کیلیک و فرناندو سلیچین تهیه شده است.